# Alfredo Biffi
Alfredo Biffi Urbieta (Callao, 27 de febrero de 1916 – Callao, 6 de agosto de 1994) fue un futbolista y director técnico peruano. Era hermano del clavadista Antonio Biffi.

## Carrera
Debutó en Atlético Roma, luego emigró al Atlético Excélsior del Callao, en 1937 Llega para jugar en Universitario de Deportes, equipo donde se declaró hincha. Alfredo Biffi jugó 107 partidos oficiales vistiendo la camiseta crema siendo titular indiscutible en todas sus temporadas. En Universitario de Deportes compartió con ídolos del club compuesta por Lolo Fernández, Arturo Fernández, Mario Pacheco, y Orestes Jordán.
En 1944 pasó a jugar en el club de su ciudad natal, Sport Boys, estuvo dos temporadas.
También jugó en Centro Iqueño disputando 18 partidos y se retiró finalmente en el Unión Callao en 1948.
Alfredo Biffi también vistió la camiseta de la Selección Peruana.
En la década de 1950 y 1960, Alfredo Biffi fue el director técnico de Unión Callao.

## Campeonatos
En el fútbol amateur, jugando para Universitario de Deportes, Alfredo Biffi ganó dos títulos nacionales: Campeonato de la División de Honor de la Liga Provincial de Football de Lima 1939 y Campeonato de Selección y Competencia de la Primera División 1941 (campeonato invicto).

## Palmarés
| Título                    | Club                      | País | Año  |
| ------------------------- | ------------------------- | ---- | ---- |
| Primera División del Perú | Universitario de Deportes | Perú | 1939 |
| Primera División del Perú | Universitario de Deportes | Perú | 1941 |